# Grand Prix Cycliste de Québec

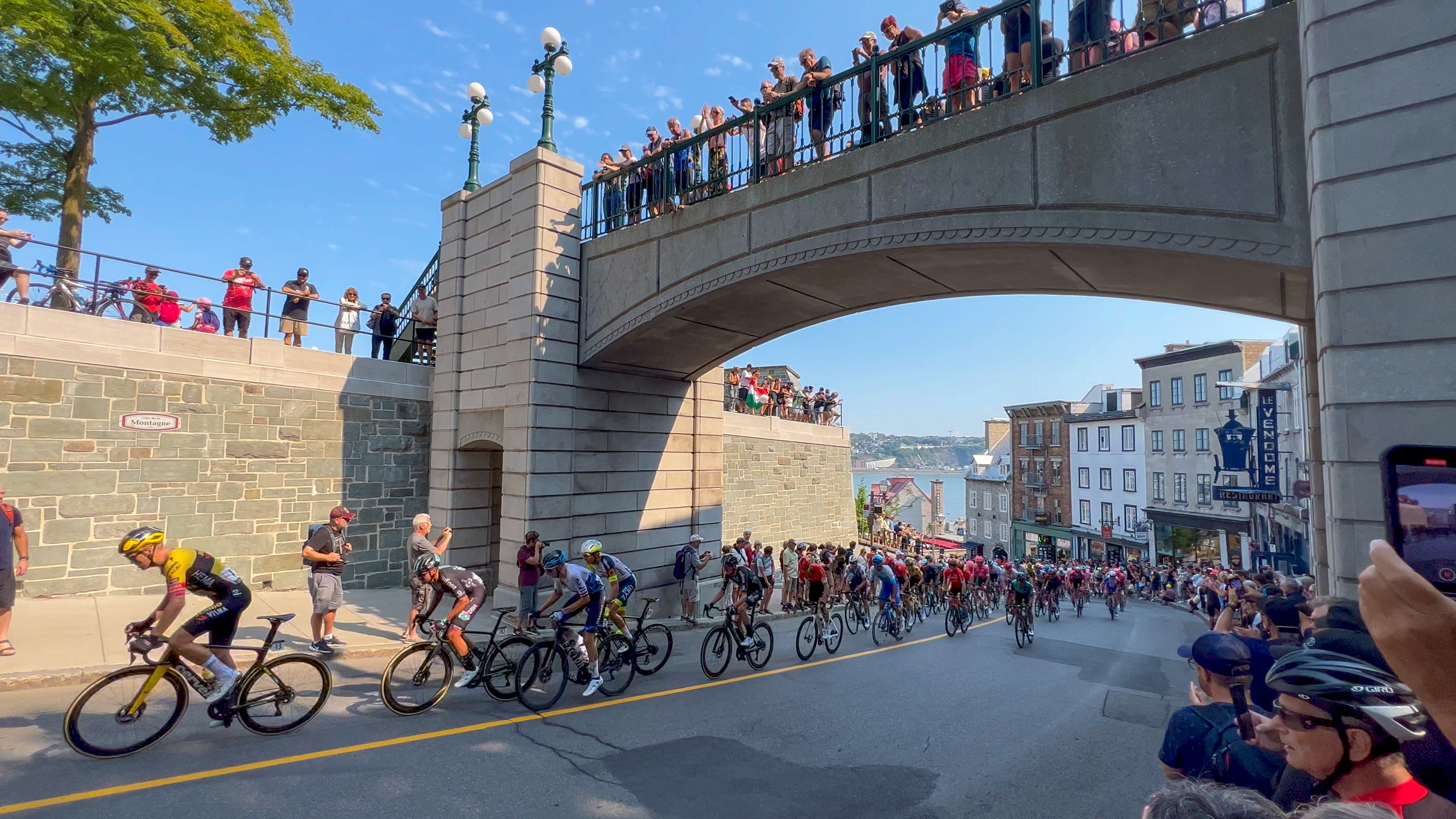
Grand Prix Cycliste de Québec 2022

Der Grand Prix Cycliste de Québec ist ein kanadisches Straßenradrennen. Das Eintagesrennen wurde zum ersten Mal im Jahr 2010 ausgetragen und fand seither alljährlich, mit Ausnahme der Jahre 2021 und 2022, gegen Ende der Saison statt. Gemeinsam mit dem Grand Prix Cycliste de Montréal, der zwei Tage später stattfindet, bildet der Grand Prix Cycliste de Québec die "Laurentian Classics", die seit 2011 Teil der UCI WorldTour sind.

## Geschichte
Die Idee des Grand Prix Cycliste de Québec und Grand Prix Cycliste de Montréal geht auf den früheren Journalisten Serge Arsenault zurück, der eine jährliche Sportveranstaltung im französischsprachigen Teil Kanadas etablieren wollte. Als Auslöser diente der Ausfall des Formel 1 Grand Prix von Kanda im Jahr 2009, wenngleich das Rennen in den Folgejahren wieder stattfand. Serge Arsenault, der zwischen den Jahren 1988 und 1992 den Grand Prix des Amériques in Montreal organisiert hatte, nahm Kontakt zu den Bürgermeistern der Städte Québec und Montreal auf und schlug die Rennen als Sportevent vor, über das die Städte unabhängig von anderen Personen entscheiden konnten. Zugleich verhandelte er mit dem damaligen UCI-Präsidenten Hein Verbruggen und erhielt bereits bei den Erstaustragung für seine Rennen den UCI ProTour Status.
Die Erstaustragung des Grand Prix Cycliste de Québec fand am 10. September des Jahres 2010 statt und bildete zwei Tage vor dem Grand Prix Cycliste de Montréal das vorletzte Rennen der UCI ProTour 2010. 173 Fahrer nahmen das Rennen in Angriff, wobei alle Mannschaften der damals höchsten Klasse vertreten waren. Mit dem Franzosen Thomas Voeckler krönte sich zudem einer der bekanntesten Fahrer jener Zeit zum Premiersieger auf dem anspruchsvollen Rundkurs, der durch das Zentrum von Quebec führte und mehrere kurze Steigungen beinhaltete. Nach dem Ende der UCI ProTour erhielt der Grand Prix Cycliste de Québec den Status eines UCI WorldTour Rennens und war somit weiterhin Bestandteil der höchsten Serie im Straßenradsport. Die zweite Austragung gewann der Belgier Philippe Gilbert, der damals als einer der besten Klassiker-Fahrer galt und zuvor alle drei Rennen der Ardennen-Klassiker für sich entschieden hatte. Ihm folgte der Australier Simon Gerrans, der das Rennen in den Jahren 2012 und 2014 als erster Fahrer zweimal gewinnen konnte. Dazwischen war mit Robert Gesink ein Niederländer erfolgreich. Auf weiterhin großteils unveränderter Strecke gewann mit Rigoberto Urán der erste Südamerikaner, ehe der Slowake Peter Sagan in den Jahren 2016 und 2017 im Trikot des Weltmeisters triumphierte. In den Jahren 2018 und 2019 folgte ihm der Australier Michael Matthews, der das Rennen als dritter Fahrer zwei Mal gewinnen konnte.
In den Jahren 2020 und 2021 musste der Grand Prix Cycliste de Québec aufgrund der COVID-19-Pandemie abgesagt werden, obwohl er im alternativen Rennkalender des Jahres 2020 für den 11. September vorgesehen war. Der organisatorische Aufwand, gesundheitliche Bedenken und die zeitgleich ausgetragene Tour de France veranlassten die Organisatoren jedoch das Rennen im Jahr 2020 nicht durchzuführen. 2021 fand das Rennen ebenfalls nicht statt.
Im Jahr 2022 kehrte der Grand Prix Cycliste de Québec an gewohnter Position in den Rennkalender der UCI WourldTour zurück. Der Sieg ging an den Franzosen Benoît Cosnefroy.

## Streckenführung

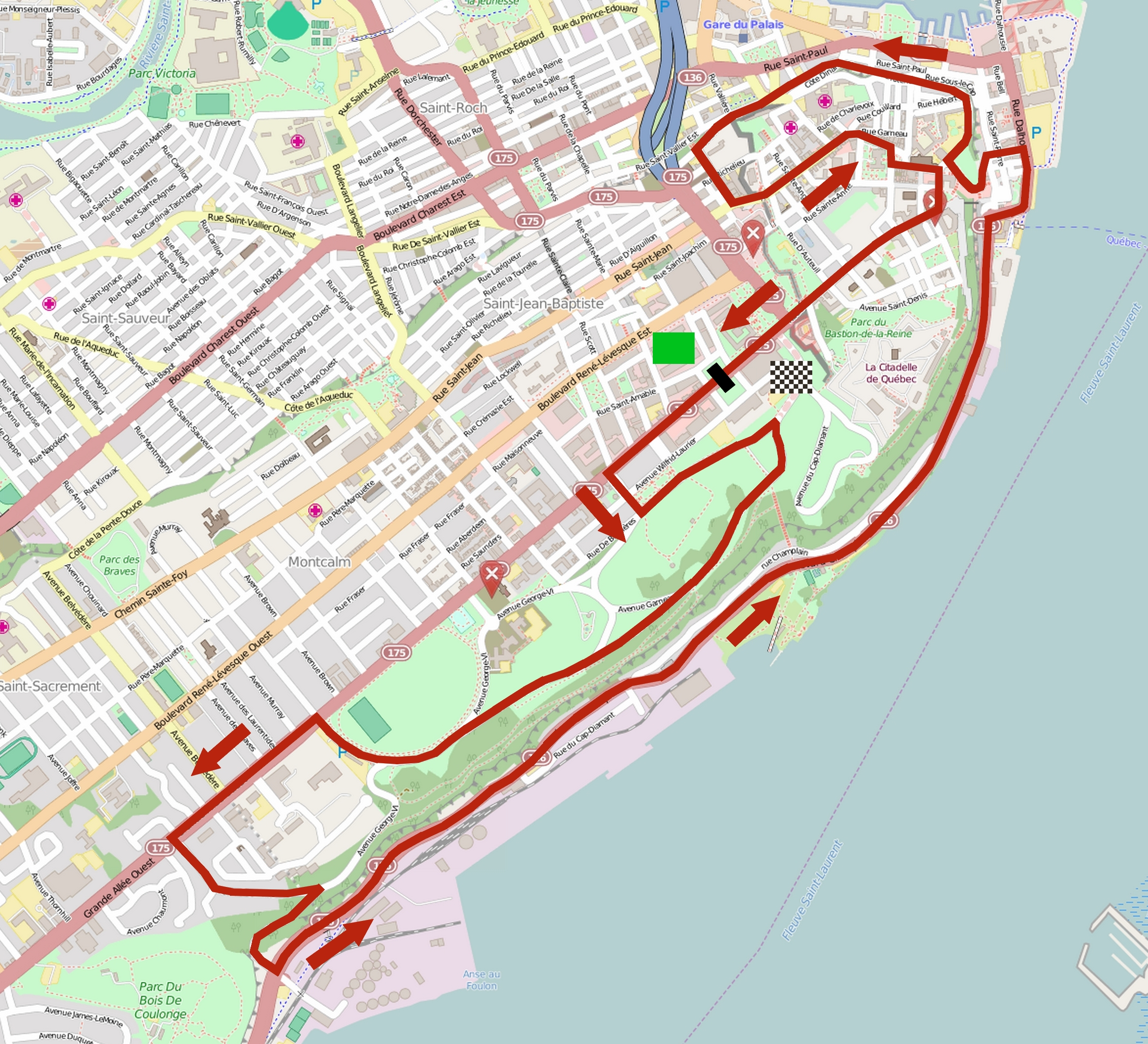
Klassische Streckenführung des Grand Prix Cycliste de Québec

Seit der Erstaustragung im Jahr 2010 fand der Grand Prix Cycliste de Québec mit Ausnahme des Jahres 2014 stets auf dem gleichen Rundkurs statt. Als Start- und Zielgerade dient sie leicht ansteigende Grande Allée Ouest auf der sich der Zielstrich neben dem Place George-V befindet. Auf dem 12,6 Kilometer langen Rundkurs werden 186 Höhenmeter absolviert, wobei meist 15 oder 16 Runden gefahren werden (insgesamt fast 3000 Höhenmeter). Die ersten beiden Drittel der Strecke führen durch die Abraham-Ebene und entlang des Sankt-Lorenz-Strom, ehe auf den letzten 3,6 Kilometern mehrere kurze Anstiege befahren werden müssen, die in Stufen zum Zielstrich führen. Der wohl anspruchsvollste Anstieg ist die Côte de la Montagne, die die Fahrer in den historischen Stadtkern (Vieux-Québec) führt. Sie weist auf einer Länge von 375 Metern eine durchschnittliche Steigung von 10 % auf und enthält Rampen von bis zu 13 %. Unmittelbar darauf folgen die Anstiege der Côte de la Potasse und Monteé de la Fabrique, ehe die Grand Allée leicht bergauf zum Ziel führt.
Im Jahr 2014 war der Rundkurs 18,1 Kilometer lang, da die Strecke in südwestlicher Richtung bis zur Avenue Maguire führte. Die Anstiege im Finale der Strecke wurden jedoch nicht verändert.
|                       | Distanz zum Ziel | Länge (m) | Höhe (m) | Ø Steigung |
| --------------------- | ---------------- | --------- | -------- | ---------- |
| Côte de la Montagne   | 3,3              | 375       | 42       | 10 %       |
| Côte de la Potasse    | 1,9              | 420       | 47       | 9 %        |
| Monteé de la Fabrique | 1,2              | 190       | 47       | 7 %        |
| Grand Allée           | 0                | 1000      | 91       | 4 %        |

## Palmarès
| Jahr | Sieger           | Zweiter              | Dritter              |          |
| ---- | ---------------- | -------------------- | -------------------- | -------- |
| 2010 | Thomas Voeckler  | Edvald Boasson Hagen | Robert Gesink        |          |
| 2011 | Philippe Gilbert | Robert Gesink        | Rigoberto Urán       |          |
| 2012 | Simon Gerrans    | Greg Van Avermaet    | Rui Costa            |          |
| 2013 | Robert Gesink    | Arthur Vichot        | Greg Van Avermaet    |          |
| 2014 | Simon Gerrans    | Tom Dumoulin         | Ramūnas Navardauskas |          |
| 2015 | Rigoberto Urán   | Michael Matthews     | Alexander Kristoff   |          |
| 2016 | Peter Sagan      | Greg Van Avermaet    | Anthony Roux         |          |
| 2017 | Peter Sagan      | Greg Van Avermaet    | Michael Matthews     |          |
| 2018 | Michael Matthews | Greg Van Avermaet    | Jasper Stuyven       |          |
| 2019 | Michael Matthews | Peter Sagan          | Greg Van Avermaet    |          |
| 2020 | abgesagt         | abgesagt             | abgesagt             | abgesagt |
| 2021 | abgesagt         | abgesagt             | abgesagt             | abgesagt |
| 2022 | Benoît Cosnefroy | Michael Matthews     | Biniam Girmay        |          |
| 2023 | Arnaud De Lie    | Corbin Strong        | Michael Matthews     |          |
| 2024 | Michael Matthews | Biniam Girmay        | Rudy Molard          |          |